# Liste des œuvres de Bertha Worms
La liste des œuvres de Bertha Worms recense partiellement les toiles de la peintre franco-brésilienne Bertha Worms.

## Liste
| Image | Informations techniques                                | Année | Attribution et autres informations                                                 | Localisation                                  | Version audible |
| ----- | ------------------------------------------------------ | ----- | ---------------------------------------------------------------------------------- | --------------------------------------------- | --------------- |
|       | Estudo Peinture à l'huile 27 × 22 cm                   |       | Bertha Worms Œuvre de la collection du Museu Paulista. Fundo Museu Paulista - FMP. | Museu Paulista São Paulo                      |                 |
|       | Rua Tabatinguera, 1860 Peinture à l'huile 52 × 60,5 cm |       | Bertha Worms Œuvre de la collection du Museu Paulista. Fundo Museu Paulista - FMP. | Museu Paulista São Paulo                      |                 |
|       | Retrato de Beduíno Peinture à l'huile                  | 1890  | Bertha Worms                                                                       | Pinacothèque de l'État de São Paulo São Paulo |                 |
|       | Saudades de Nápoles Peinture à l'huile                 | 1895  | Bertha Worms                                                                       | Pinacothèque de l'État de São Paulo São Paulo |                 |
|       | Canção sentimental Peinture à l'huile                  | 1904  | Bertha Worms                                                                       | Pinacothèque de l'État de São Paulo São Paulo |                 |